# Кугарчи (Зианчуринский район)
Кугарчи (баш. Күгәрсен) — село в Зианчуринском районе Башкортостана. Административный центр Суренского сельсовета.

## География
Село находится на автодороге республиканского значения Ира — Магнитогорск.

### Географическое положение
Расстояние до:
- районного центра (Исянгулово): 24 км,
- ближайшей ж/д станции (Саракташ): 78 км.

## Население
| 1939 | 1959  | 1970  | 1979 | 1989 | 2002 | 2009 |
| ---- | ----- | ----- | ---- | ---- | ---- | ---- |
| 930  | ↗1034 | ↘1026 | ↘837 | ↘835 | ↗918 | ↗951 |
| 2010 |       |       |      |      |      |      |
| ↘856 |       |       |      |      |      |      |

### Национальный состав
Согласно переписи 2002 года, преобладающая национальность — татары (69 %), башкиры (30 %).

## Инфраструктура
В селе функционируют средняя школа, детский сад, амбулатория, Дом культуры, база отдыха ООО «Ямашла».

## Известные уроженцы
- Дурасов, Владимир Александрович (1935—2020) — советский государственный и партийный деятель.
- Каримов, Марат Набиевич (род. 1930) — советский и российский поэт. Народный поэт Республики Башкортостан.
- Хусаинов, Айдар Гайдарович (род. 1965) — российский поэт.